# قصبة شفشاون

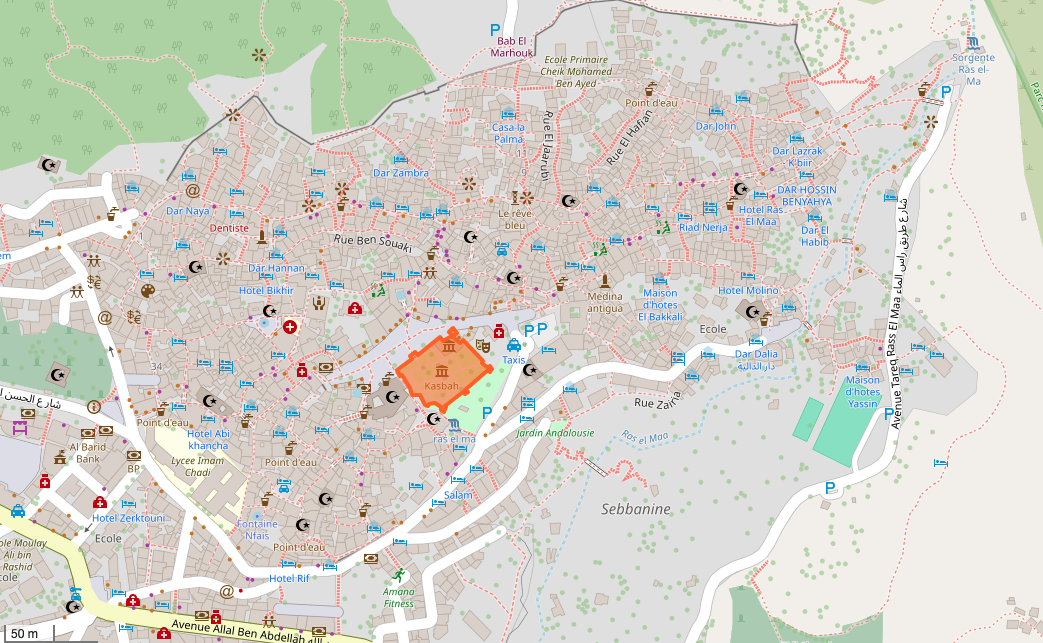
موقع قصبة شفشاون

قصبة شفشاون هي قصبة تاريخية في مدينة شفشاون المغربية، يرجع تاريخ بنائها إلى القرن الخامس عشَر للميلاد، وهي معلم ومركز سياحي بشفشاون.تقع مدينة شفشاون على بعد 110 كلم عن مدينة طنجة، و60 كلم عن مدينة تطوان, مدينة شفشاون, الشاون, المغرب
كانت هذه القصبة أول خطوة نحو تأسيس مدينة شفشاون، وأخذها علي بن راشد كمقرٍ له، إلى جانب كونها حصنًا عسكريًا لصد هجمات البرتغاليين.وتعد قصبة شفشاون من أجمل الأماكن السياحية، حيث يتوافد عدد كبير من السياح الأجانب والمغاربة لزيارتها سنويا، باعتبارها موقع للتراث الثقافي المغربي العريق
من الناحية المعمارية؛ قصبة شفشاون محاطة بسور يتوسطه عشْرة أبراج، مبنيٌّ على الطراز الأندلسي، وساحة داخليّة تتكون من حديقة كبيرة فيها حوضان، ويوجد المتحف الأثنوغرافي في القسم الشمالي الغربي من القصبة، وهي مصمّمة على نمط المنازل التقليدية المغربية، حيث توفر السّاحة الدّاخليّة المفتوحة، ويُوجد وسطها نافورة ماء محاطة بغُرف الطّابق الأرضي.

## تاريخ
تُرجعُ المصادر التاريخية وكتب المناقب الواردة لدى الكتاب الذين اهتموا بقصبة شفشاون الأسوار المدعمة إلى الثلث الأخير من القرن 9 الهجري / القرن 15 الميلادي. ويُحتمل أن تكون إعادة بناء البرج الرئيسي، بشكله الحالي، قد تمت بعد نصف قرن تقريباً
خلال القرن التاسع والعاشر الهجريين (القرنين الخامس عشر والسادس عشر الميلاديين)، وفي ظل تدهور سلطة الدولة الوطاسية وتزامنًا مع تقدم الاسترداد المسيحي للأندلس، أصبح المغرب عرضة لاعتداءات متكررة من قبل القوى الإيبيرية، لا سيما الإسبان والبرتغاليين. ففي عام 875هـ / 1471م، استولى البرتغاليون على مدينة طنجة، مستغلين ضعف السلطة المركزية المغربية آنذاك.
في هذا السياق، بادر الشريف مولاي علي بن راشد، المنحدر من سلالة مولاي عبد السلام بن مشيش والمنتسب إلى الدولة الإدريسية، بتأسيس قلعة حصينة في منطقة جبال الريف، للدفاع عن منطقته الأصلية وتأمينها. ومع مرور الوقت، تطورت هذه القلعة إلى كيان سياسي شبه مستقل، أصبح يُعرف بإمارة بني راشد، وتمتد سلطته إلى ما يتجاوز جبال الريف.
بُنيت بجوار القلعة مدينة جديدة حملت اسم شفشاون، وهي كلمة أمازيغية تعني "القرون"، في إشارة إلى شكل القمم الجبلية المحيطة بها. شُيّدت المدينة وفق طراز معماري أندلسي-مغربي، داخل أسوار منيعة تدعمها أبراج وتخترقها سبعة أبواب. وازدهرت المدينة لاحقًا مع استقبالها لأعداد من اللاجئين الأندلسيين المسلمين واليهود، الذين طُردوا من إسبانيا بعد سقوط الأندلس عام 1492م

## العمارة
يمتد المبنى بأكمله على مساحة تبلغ 72 × 52 مترًا.
وقد بُني ليؤدي وظيفتين أساسيتين: كـ معسكر عسكري دائم من جهة، ومقر إقامة شريفية / سيادية من جهة أخرى. يحيط به سور دفاعي (كورتين) مدعّم بـ أحد عشر برجًا، يُعد البرج الرئيسي من بينها الأحدث من حيث البناء، حيث يرجع تاريخه إلى مطلع القرن السادس عشر الميلادي.
يتميز هذا البرج بتصميم شبه مربع (7.70 × 7.40 م) ويتكون من ثلاثة مستويات:
- الطابق الأرضي: يضم قاعة مربعة (5 × 5 م)، يتوسطها دعامة مركزية مثمنة الزوايا ترتكز عليها أربعة أقواس متعامدة من نوع القوس الكامل، وتغطيها أربع قبب منخفضة مبنية فوق حنِيّات ركنية مصنوعة من الطوب.
- الطابق الأول: يتكون من قاعتين مستطيلتين، يفصل بينهما عارضة خشبية طولية مدعومة بعمود صغير.
- الطابق الأخير: عبارة عن شرفة مفتوحة محصّنة بـ متراس مزوّد بشرافات (merlons)، مخصصة للمراقبة والدفاع.

## معرض الصّور

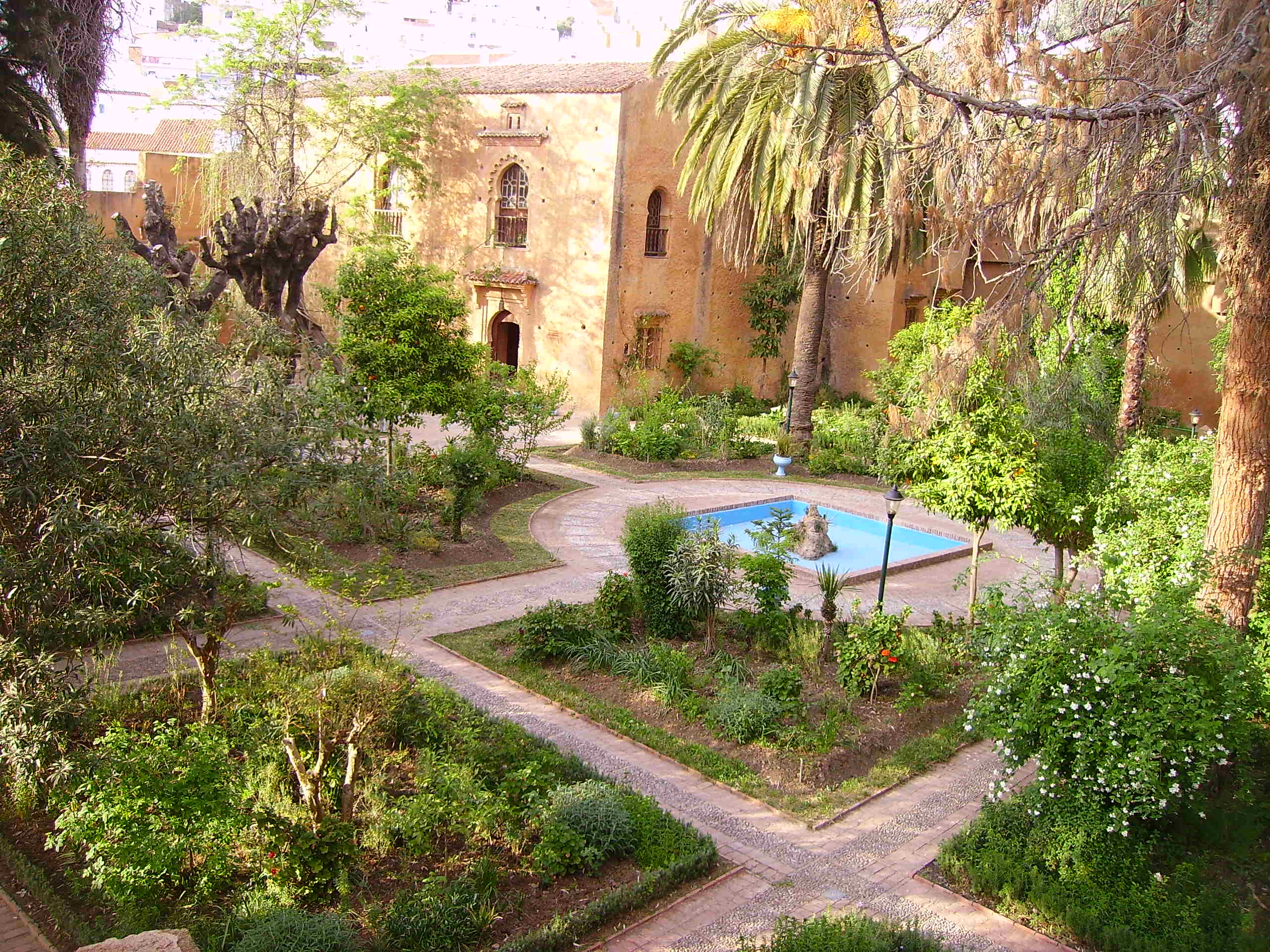
قصبة شِفشاون من الدّاخل.
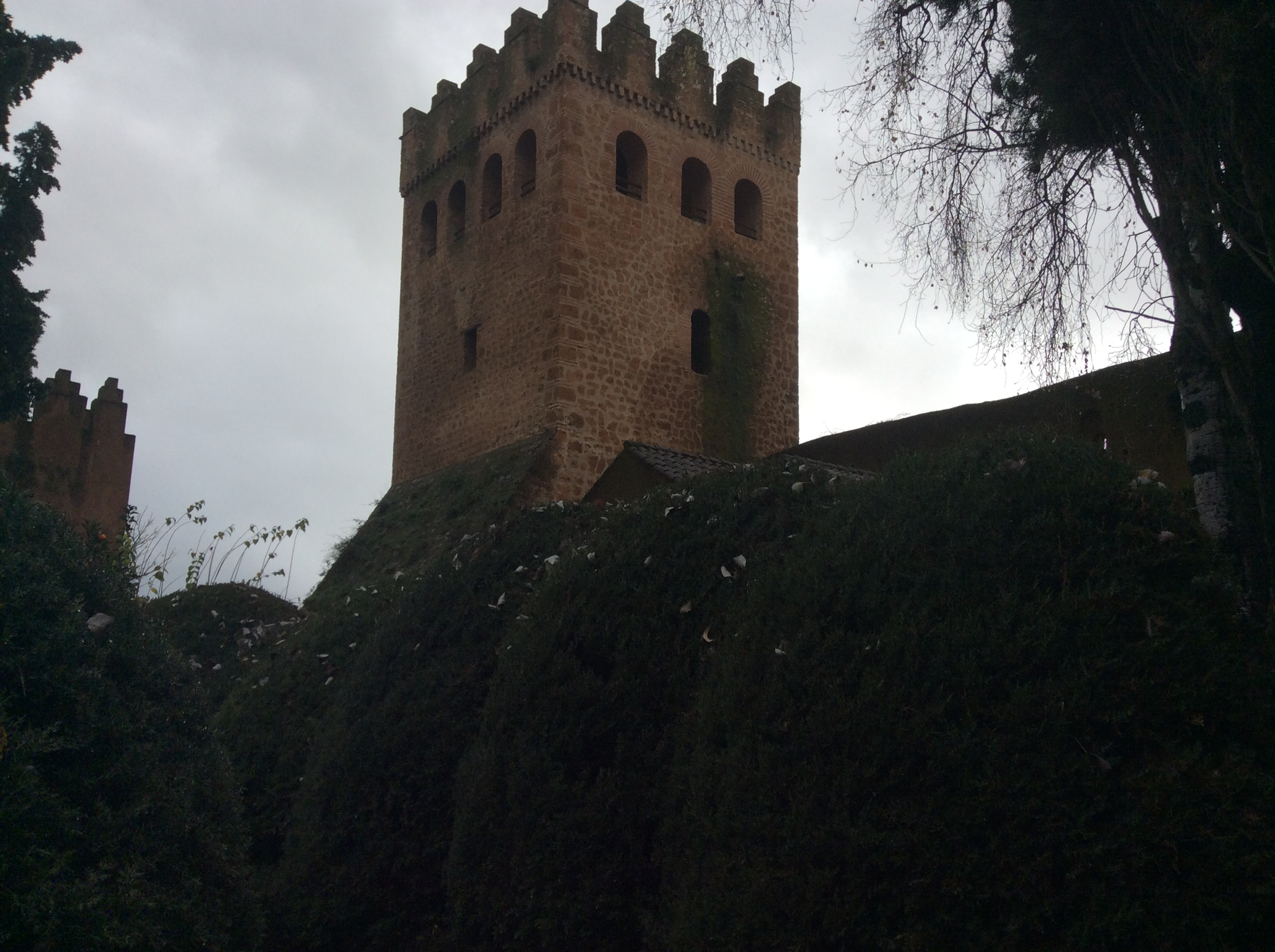
صُورة لِبُرج مِن القَصَبة.
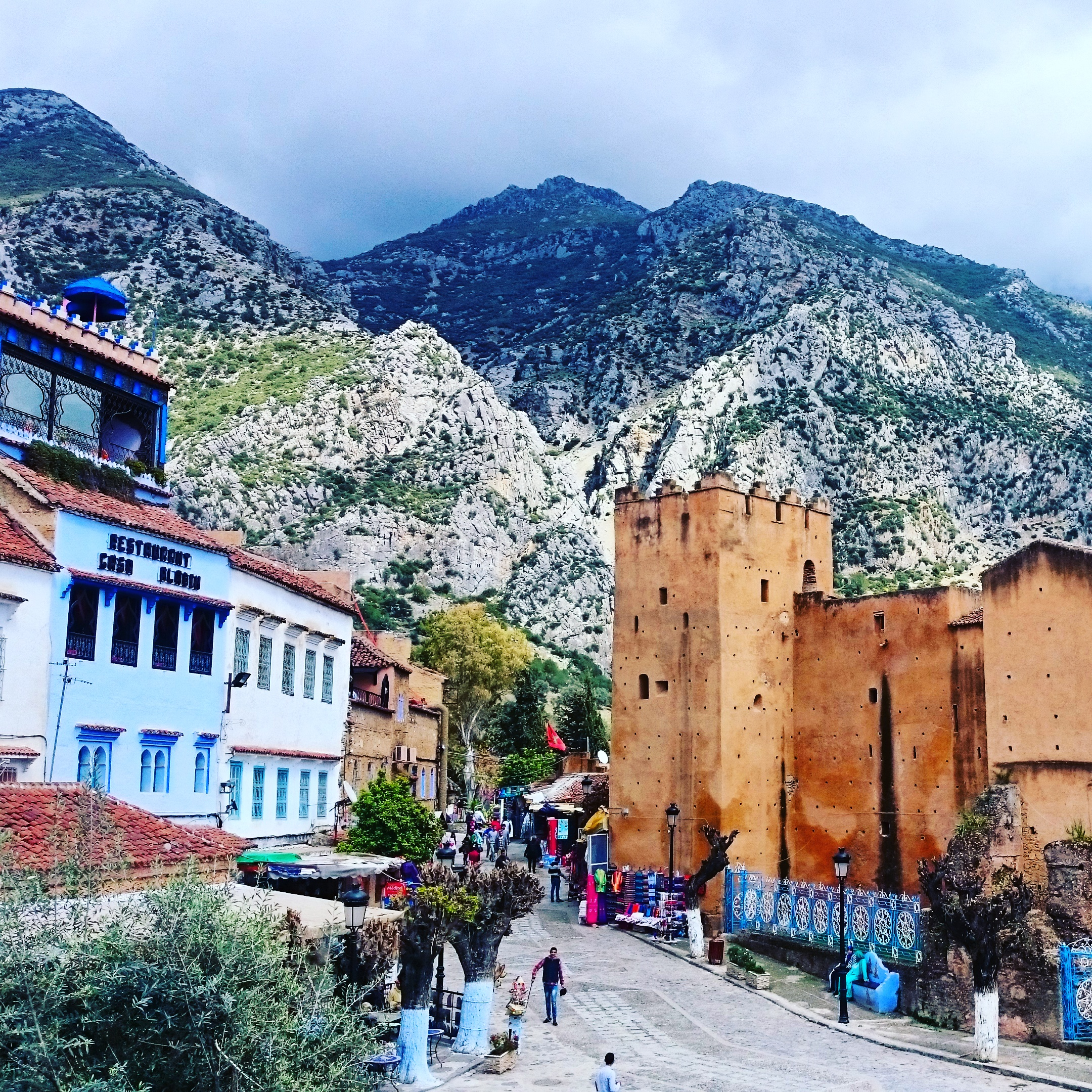
صُورة للقَصَبة من الخَارج.
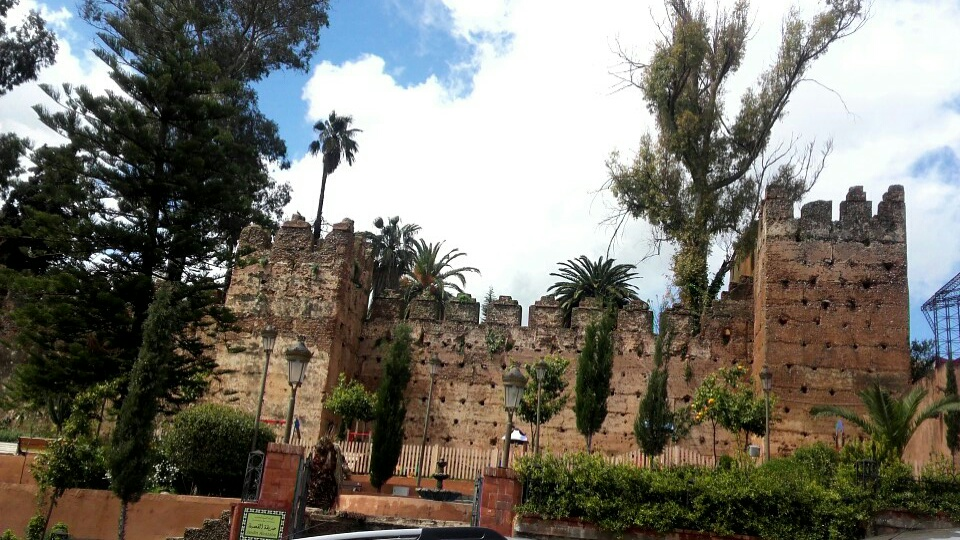
صُورة من داخل القصبة
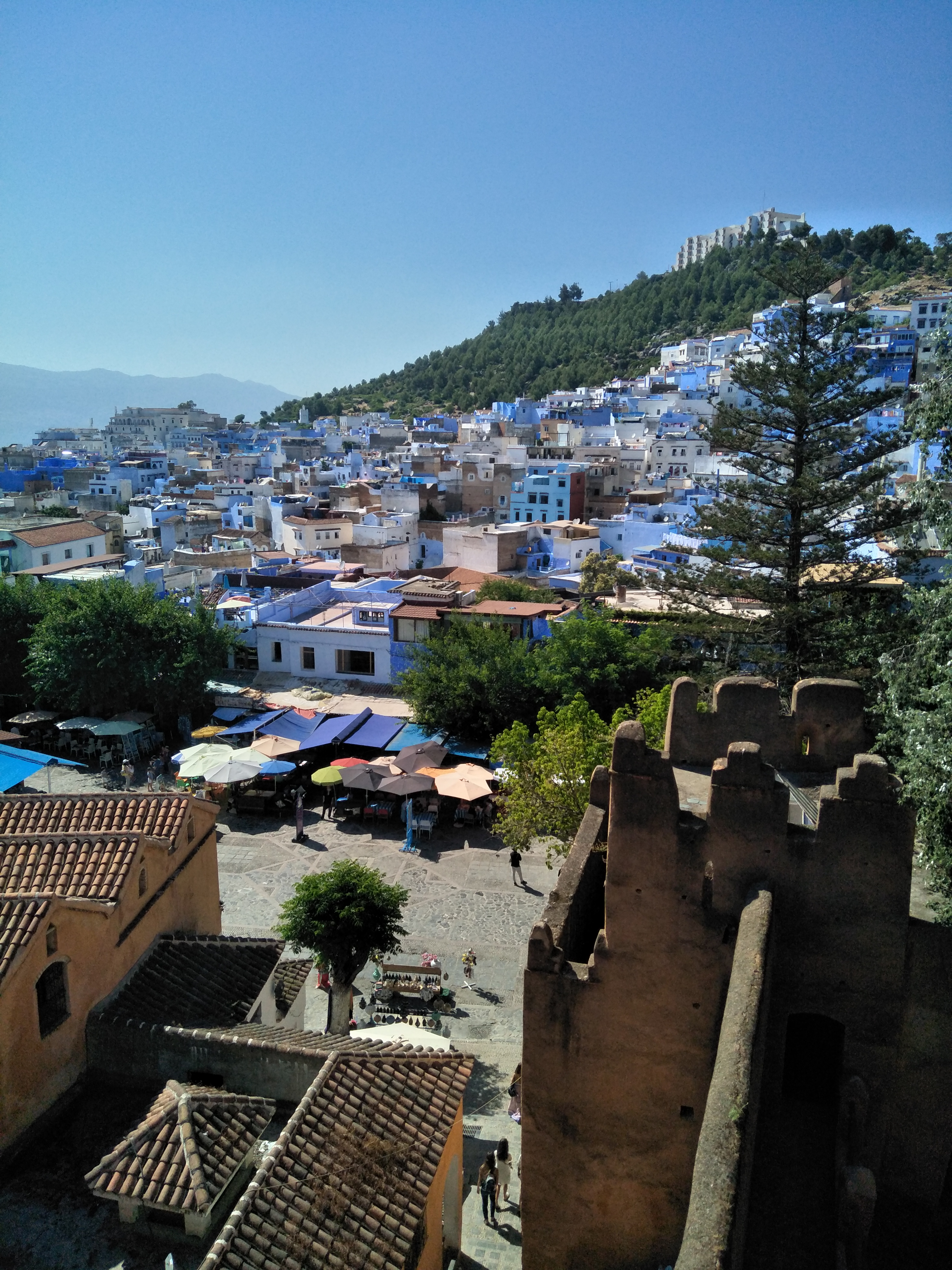
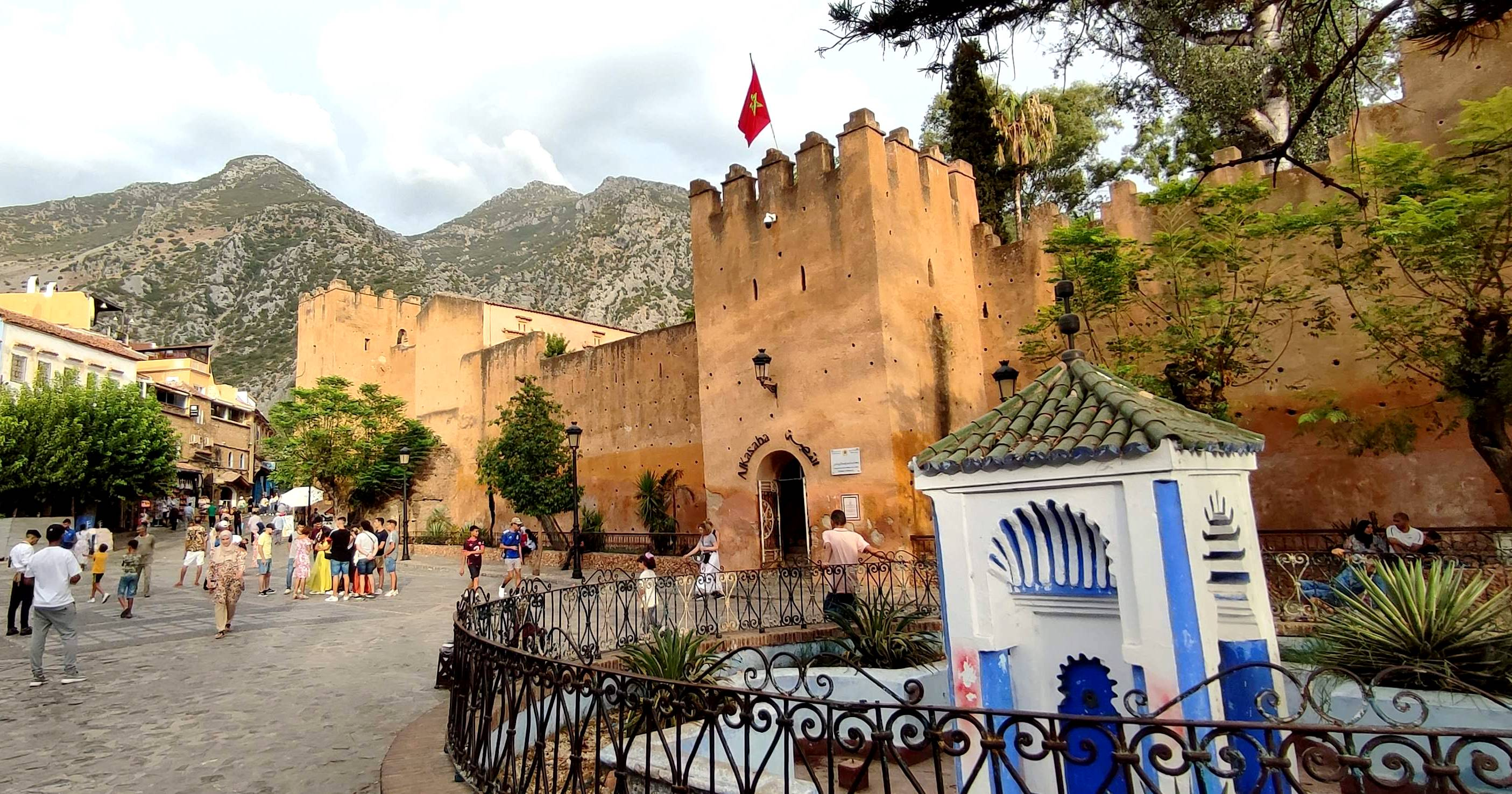
قصبة شفشاون